# Фриле, Герман
Герман Фриле (норв. Herman Friele, 27 мая 1838, Берген — 7 ноября 1921, Восс, Хордаланн) — норвежский зоолог и предприниматель.

## Биография
Герман Фриле родился 27 мая 1838 года в Бергене в семье Берента Фриле (1810—1897), владельца семейной компании, основанной в 1799 году Германом Фриле I (1763—1843), и Альбертины Веделер (1812—1853), дочери состоятельного купца Берендта Кристиана Веделера.
После учёбы в окружной муниципальной гимназии Герман Фриле поступил в торговый колледж Фишера, по окончании которого в 1854 году он сразу начал работать в семейном бизнесе. В 1860 году отец сделал сына Германа и зятя Джеймса Б. Грига совладельцами бизнеса и семейная компания была переименована в B. Friele & Sønner. Находившаяся под управлением Германа и Джеймса компания B. Friele & Sønner владела несколькими морскими судами и занималась оптовой торговлей специями, сахаром, сиропом и кофе. В дополнение к судам компании совладельцы также владели несколькими личными судами; в частности с 1864 по 1897 год Герман владел шхуной «Герда», на которой совершил ряд путешествий. В 1860-х годах Герман Фриле ходил на шхуне по Финнмарку и Йярену и изучал жизнь птиц. В 1876-78 годах он участвовал в норвежской экспедиции в Северном море, где изучал моллюсков вместе со своим племянником Джеймсом А. Григом и написал двухтомный научный труд по зоологическим материалам этой экспедиции.
В 1861 году Герман Фриле II женился на Лауре Фредерикке Аренц (1836—1915), с которой имел восемь детей — трёх сыновей (Берент Йохан Фриле; Йохан Хенрик Фриле и Герман Фриле) и пять дочерей (Лаура Фриле; Регина Мари Фриле; Фредерикке Болетт Фриле; Альбертина Хенрикке Фриле; Альбертина Хенрикке Джойс).
В 1899 году Герман Фриле решил посвятить всё своё время исследованиям и путешествиям. Он оставил предпринимательскую деятельность, передав свою долю в компании сыновьям Беренту и Герману.
Герман Фриле был в правлении Бергенского музея с 1870 года, в 1918 году стал почётным членом Музейной ассоциации города Бергена. С 1882 года он был сопредседателем Общества содействия норвежскому рыболовству, а в 1920 году избран почётным членом Общества рыболовов Норвегии. В 1887 году за свои зоологические заслуги был избран в члены Научного общества Христиании (ныне Норвежская академия наук и литературы).
Герман Фриле также в течение ряда лет был директором Bergens Kreditbank и занимал ряд общественных должностей; с 1875 состоял в городском совете Бергена, был депутатом Стортинга в 1877-79 годах и членом королевской комиссии мер и весов в 1873 году. В 1894 году был посвящён в рыцари ордена Святого Олафа, а в 1911 стал командором 2-го класса.
Именем зоолога названо норвежское научно-исследовательское судно «Герман Фриле», а также ледник Фрилебреен (норв. Frielebreen) на острове Ян-Майен.

## Виды названные в честь Фриле
1. Anomalisipho frielei Kantor, 1981
2. Arca frielei Friele, 1877
3. Beringius frielei W. H. Dall, 1895
4. Colus frielei Kantor, 1981
5. Eulima frielei Jordan, 1895
6. Eulimella frielei Høisæter, 2014
7. Gymnobela frielei Verrill, 1885
8. Lyonsiella frielei Allen & Turner, 1984
9. Mohnia frielei Dall, 1891
10. Scala frielei Dall, 1889

## Описанные виды
Фриле является автором 20 названий таксонов:
1. Aclis ventrosa H. Friele, 1876
2. Aclis ventrosa var. minor Friele, 1876
3. Arca frielei H. Friele, 1877
4. Arca pectunculoides var. major H. Friele, 1878
5. Astarte acuticostata H. Friele, 1877
6. Bela decussata var. finmarchia H. Friele, 188
7. Cyclostrema profundum H. Friele 1879
8. Cyclostrema trochoides H. Friele, 1876
9. Decipula ovata H. Friele, 1876
10. Doris glabra H. Friele & A. Hansen, 1876
11. Jumala H. Friele, 1882 (сем. Buccinidae)
12. Korenia H. Friele, 1877 (сем. Trochidae)
13. Goniodoris danielsseni H. Friele & Hansen, 1876
14. Moelleria laevigata H. Friele, 1876
15. Montacuta voeringi H. Friele, 1877
16. Neptunea danielsseni H. Friele, 1879
17. Neptunea fasciata H. Friele, 1882
18. Neptunea hanseni H. Friele, 1879
19. Neptunea ossiania H. Friele, 1879
20. Neptunea ossiania H. Friele, 1879